# 富樫国定
富樫 国定（とがし くにさだ、生没年不詳）は、室町時代 / 戦国時代ごろの武将。加賀守護富樫家一門衆。官位は対馬守。本姓は藤原。

## 人物
国定は、富樫家一門の富樫安隆の子に生まれる。加賀国の守護大名・富樫家の一門であったが斯波家に仕え、斯波氏家臣団として越前国坂井郡丸岡坪ノ内（現在の福井県坂井市丸岡町坪ノ内）に居住した。居住した坪ノ内の地名にちなんで坪内姓を使用し、坪内国定を名乗ったともいわれるが、あくまで私的に称しただけであり、本名は富樫国定である。足利将軍家の権威・権力が失墜して応仁の乱が起こると、富樫家や斯波家をも巻き込む御家騒動が全国で起きるも、国定は活躍して武功を上げた。また、この際に伯父の富樫安則に知行を押領され、蟄居したともいわれている。

## 富樫氏と坪内氏
富樫氏は藤原利仁の後裔である加賀斎藤氏の流れをくむ氏族で、斎藤宗助の子の家国が加賀国富樫郷を治めて富樫家国を名乗ったのが始まりである。坪内氏は、国定の父・安隆が私的に称すことに始まり、正式に坪内姓を名乗るのは富樫頼定の代からである。頼定は加賀国から尾張国へ赴き、尾張富樫氏の末裔といわれる坪内又五郎某の婿となって坪内頼定を称し、尾張国葉栗郡に松倉城を築いてそこを坪内氏の本拠とした。以後坪内家は周辺の土豪と合わせて川並衆と呼ばれたり坪内衆と呼ばれたりした。

## 系譜
- 祖父：富樫安房
- 父：富樫安隆
- 母：不詳
- 生母不明の子
  - 男子：富樫基光